# دوري كرة القدم الإنجليزي 1965–66
دوري كرة القدم الإنجليزي 1965–66 هو موسم من دوري كرة القدم الإنجليزي. أقيم خلال الفترة 21 أغسطس 1965 وحتى 19 مايو 1966، وفاز فيه نادي ليفربول.